# Francis Chandida
Francis Chandida (Bulawayo, 28 de maio de 1979) é um ex-futebolista profissional zimbabuano que atuava como meia.

## Carreira
Francis Chandida representou o elenco da Seleção Zimbabuense de Futebol no Campeonato Africano das Nações de 2006.